# Jingshan si
Jingshan si (Klasztor Góry Wąskiej Ścieżki; chiń. 徑山寺, pinyin Jìngshān sì) – jeden z ważniejszych klasztorów chińskich prowincji Zhejiang znajdujący się w pobliżu Hangzhou.

## Historia klasztoru
W 745 roku przybył na wzgórze Jing, należące do masywu Tianmushan (天目山), mistrz chan szkoły niutou – Jingshan Daoqin (714-792) (znany także jako Faqin). Wkrótce wybudował na tym wzgórzu klasztor, z czym związany był edykt wydany przez cesarza Daizonga (代宗, pan. 762-779). Był to pierwszy klasztor chan na południu Chin. Znajdował się on około 50 km w kierunku północno-zachodnim od Hangzhou, w dzielnicy Yuhang. Prace budowlane zostały prawdopodobnie zakończone w 768 roku.
Świątynia ta osiągnęła swój szczyt znaczenia w okresie Południowej Dynastii Song (1127- 1279). Została uznana za najważniejszy klasztor z pięciu klasztorów znajdujących się w okolicy Hangzhou, czyli Tiantong si (天童寺) w Ningbo (寧波), Ayuwang si (阿育王寺) w Ningbo, Jingci si (凈慈寺) w Hangzhou (杭州) i Lingyin si 靈隱寺 w Hangzhou. Klasztor należał do systemu wushansi (五山寺, Pięciu Górskich Klasztorów) prowincji Zhejiang (浙江). W momencie największego rozkwitu przebywało w nim ok. 3000 mnichów, przeważnie jednak praktykowało w nim ok. 1700 mnichów, a klasztor liczył 1000 pomieszczeń. Był uważany za pierwszy, najważniejszy klasztor południowo-wschodnich Chin. W okresie panowania dynastii Song nazywany był "koroną buddyjską południa". W okresie Południowej Dynastii Song cesarz Xiaozong (孝宗, pan. 1162-1189) własnoręcznie wykonał napis "Klasztor buddyjski Xingshou Wanshou z Jingshan (径山兴寿万寿禅 Jingshan xingshou wanshou chan) na tablicy na bramie.
W 1137 r. opatem tego prestiżowego klasztoru został Dahui Zonggao ze szkoły chan linji i prowadził go do 1141 r., gdy został pozbawiony cesarskiej łaski, w wyniku czego pozbawiony stanu mnisiego i skazany na zesłanie. W 1145 r. opatem klasztoru został Zhenxie Qingliao ze szkoły chan caodong. W drugiej połowie lat 50. XII w. Dahui został ponownie opatem tego klasztoru i piastował stanowisko do 1161 r., gdy odszedł na emeryturę. Powrócił potem znów do Jingshan, w którym zmarł
Po okresie, gdy należał do szkoły chan niutou, stał się jednym z miejsc, gdzie powstawała i rozwijała się wielka tradycja szkoły linji. Japońscy mnisi, którzy byli częstymi gośćmi w tym klasztorze, przenosili te nauki do Japonii, dlatego też przez mnichów japońskiej szkoły rinzai klasztor ten jest uważany za matczyny. Również i chińscy mnisi z tego klasztoru często udawali się do Japonii. W okresach Yuan i Ming klasztor był odwiedzany przez japońskich mnichów szczególnie często.
Z powodu wojen i braku remontów, oryginalne budynki uległy prawie całkowitemu zniszczeniu. Obecnie jedynym pierwotnym budynkiem jest wysoka dzwonnica. Wielki dzwon klasztorny znajdujący się w niej, został odlany za panowania cesarza Yongle (永樂, 1402-1424) z dynastii Ming (1368–1644). Z okresu dynastii Song pochodzą trzy żelazne posągi oraz wielka stela, na której wyryto biografie mistrzów chan z różnych okresów.
Klasztor był kilkakrotnie niszczony i odbudowywany. Po 1949 roku klasztor był prawie całkowicie zrujnowany. Ocalały: główny pawilon, stele cesarskie cesarza Xiaozonga, kilka dużych dzwonów oraz żelazna kadzielnica pod kadzidełka. Od 1983 roku ruina klasztoru zaczęła być często odwiedzana przez różne grupy mnichów i w kwietniu 1997 roku zakończono w dużej mierze jego rekonstrukcję.

## Kultura herbaty
Klasztor ten stał się centrum kultury herbaty. Tu powstała ceremonia herbaty i filozofia chancha (禅茶) – herbaty chan. Z prostych spotkań mnichów poświęconych piciu herbaty zaczął się stopniowo rozwijać coraz bardziej wypracowany rytuał, wyrażający filozofię "herbaty chan". Ponieważ klasztor często gościł japońskich mnichów, przenieśli oni kulturę herbaty do Japonii z całym rytuałem jej parzenia i picia. Herbatę pito z głębokich miseczek, z których zachowała się w klasztorze miseczka zwana "filiżanką niebieskich oczu". Ta nazwa zachowała się nawet w języku japońskim, w którym określa się miseczkę nazwą "miseczka oka na niebie".